# CockyBoys

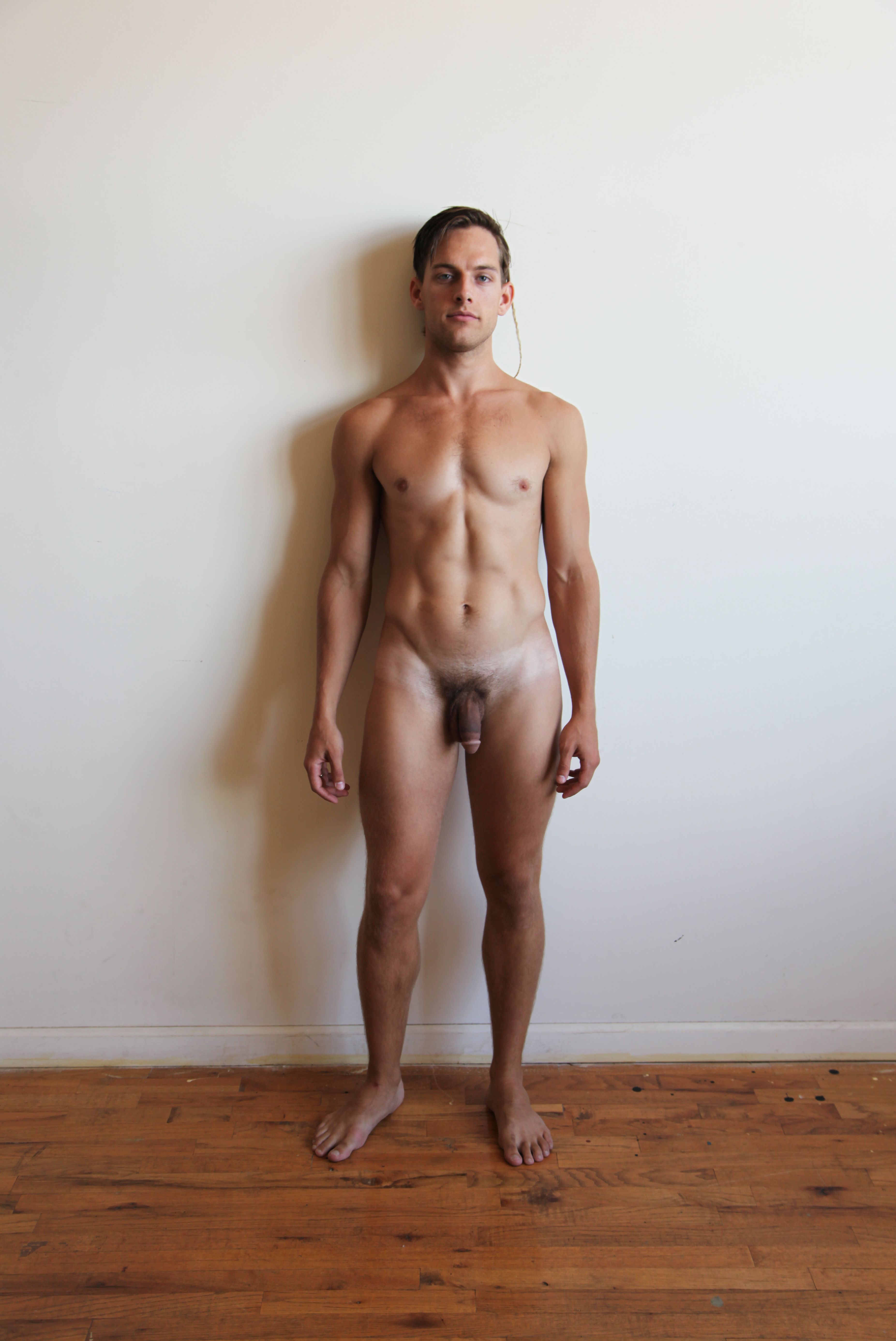
CockyBoys旗下GV男優Tayte Hanson

CockyBoys是一家位於美國紐約的男同性戀色情片公司。公司執行長是Jake Jaxson，由Jake Jaxson、RJ Sebastian及Benny Morecock運營。
現在CockyBoys主要將其出品的男同性戀色情片發布於網站，部分作品也會發行DVD。2004年，CockyBoys還出版了自己的書籍。2014年，CockyBoys獲得年度男同志色情片商獎。

## 外部連結
- CockyBoys.com（页面存档备份，存于）